# Артиђанале Кватро (Форли-Чезена)
Артиђанале Кватро је насеље у Италији у округу Форли-Чезена, региону Емилија-Ромања.
Према процени из 2011. у насељу је живело 41 становника. Насеље се налази на надморској висини од 34 м.